# Mont-roig del Camp
Pour les articles homonymes, voir Mont et Roig.
Mont-roig del Camp est une commune de la comarque du Baix Camp dans la province de Tarragone en Catalogne (Espagne).

## Géographie
| - OpenStreetMap Limite communale. |

Mont-roig del Camp se trouve au nord-est de l'Espagne en Catalogne à une trentaine de kilomètres de Tarragone et à 130 kilomètres de Barcelone

## Histoire
Miró y trouve une source d'inspiration lors de ses premiers ouvrages.

## Lieux et monuments
- Miami Platja, station balnéaire de la commune de Mont-roig del Camp.

## Personnalités
- Joan Miró